# ミル属
ミル属（ミルぞく、学名：Codium）は、緑藻の属で、世界の海に50種ほどが分布する。日本ではミルが特によく知られ、他にクロミル、ヒラミルなど10数種がある。体は多数の細胞状構造（小嚢）からできているが、細胞質はすべて連続しており、全体が1つの多核体をなすのが特徴である。